# Stiria ruficeps
Stiria ruficeps là một loài bướm đêm trong họ Noctuidae.